# Galiny (Górowo Iławeckie)
Galiny (deutsch Gallingen, Kreis Heiligenbeil) ist ein Ort in der polnischen Woiwodschaft Ermland-Masuren. Er gehört zur Gmina (Landgemeinde) Górowo Iławeckie (Landsberg) im Powiat Bartoszycki (Kreis Bartenstein).

## Geographie
Galiny liegt im nördlichen Westen der Woiwodschaft Ermland-Masuren, im Zentrum des Stablack und nur tausend Meter südlich der polnisch-russischen Staatsgrenze. Der kleine Ort ist auf nur sehr unwegsamer Straße zu erreichen, die über Sągnity (Sangnitten), Augamy (Augam) und Kiwajny (Quehnen) führt und vor 1945 weiter bis in das heute russische Bogatowo (Rositten) und Pogranitschnoje (Hussehnen) verlief.
Ein Bahnanschluss über die Station Sągnity (Sangnitten) besteht nicht mehr, seit die PKP-Bahnlinie Nr. 224 von Czerwonka (Rothfließ) nach Sągnity – Teilstück der bis 1945 betriebenen ehemaligen deutschen Reichsbahnstrecke von Niedersee (heute polnisch: Ruciane) nach Zinten (heute russisch: Kornewo) – im Jahr 2007 endgültig stillgelegt wurde.

## Geschichte
Der einst Gallingen genannte Ort bestand – wenigstens nicht unter diesem Namen – in der Ordenszeit noch nicht. Für diese Zeit werden andere Namen von Dörfern genannt, die aber alle untergegangen sind.
Bei der Neugründung des Kirchspiels Kanditten (heute polnisch: Kandyty) im Jahr 1575 gehörte der damals Gelinden genannte Ort bereits dazu. Dieser Name war bis um 1850 in Gebrauch. Das Dorf war vermutlich mit der Neubesiedlung von Rositten (heute russisch: Bogatowo) um 1558 neu gegründet worden. Als es ein wenig eingewirtschaftet war, wurde es um 1619 mit Rositten (Bogatowo) und Hussehnen (heute russisch: Pogranitschnoje) an Wolf Heinrich Truchseß von Waldburg auf Wildenhoff verpfändet und wurde 1627 ein adeliges, gutsuntertäniges Dorf von Wildenhoff (heute polnisch: Dzikowo Iławeckie).
Im Jahr 1785 hatte Gelinden sechs Feuerstellen und ging wenig später in den Besitz des Rittergutes Robitten (heute polnisch: Robity, russisch: Alexandrowskoje) über, das aus dem bisherigen Bauerndorf ein Vorwerk machte, das 1831 drei Wohngebäude und 54 Einwohner hatte.
In der Folgezeit ist das Vorwerk Gallingen verkauft und ein selbständiges Gut geworden. Hier lebten 1871 90 Einwohner in 16 Haushaltungen und 5 Wohnhäusern. Im Jahr 1874 wurde der Gutsbezirk Gallingen in den neu errichteten Amtsbezirk Wildenhoff (Dzikowo Iławeckie) eingegliedert. Er lag im Landkreis Preußisch Eylau und im Regierungsbezirk Königsberg der preußischen Provinz Ostpreußen. Am 18. August 1881 wurde Gallingen in den zum gleichen Landkreis gehörenden Amtsbezirk Rositten (Bogatowo) umgegliedert.
Im Jahr 1907 wurde ein Hans Sperling als Besitzer des Ritterguts mit Forst Gallingen genannt. Er verkaufte das Gut an Max Johnen, und ein großer Teil des Waldes ging an das Gut Wildenhoff (Dzikowo Iławeckie). Im Jahr 1910 lebten 68 Menschen in Gallingen.
Am 30. September 1928 endete die Eigenständigkeit des Gutes Gallingen mit Privatforsthaus: Ohne Steinbruch (dieser kam zum gleichen Zeitpunkt an Wildenhof) wurde Gallingen ein Ortsteil der Landgemeinde Rositten (Bogatowo). Die Familie Johnen verkaufte um 1933 das Gut an die Familie Thiel, und ein guter Teil ging an den Militärfiskus zur Anlage des Truppenübungsplatzes Stablack.
Gallingen wurde um den 12. Februar 1945 von Truppen der Roten Armee besetzt und im Sommer des gleichen Jahres an Polen übergeben. Seither trägt Gallingen die polnische Bezeichnung Galiny. Der Ort ist heute ein Ortsteil der Landgemeinde Górowo Iławeckie (Landsberg) und gehört hier zum Schulzenamt Kiwajny (Quehnen). Vom Landkreis Preußisch Eylau ist das Dorf in den Powiat Bartoszycki (Kreis Bartenstein) gewechselt und liegt im Gebiet der Woiwodschaft Ermland-Masuren (1975–1998 Woiwodschaft Olsztyn).

## Religionen
Die Bevölkerung Gallingens war vor 1945 fast ausnahmslos evangelischer Konfession. Das Dorf war in das schon in vorreformatorischer Zeit bestehende Kirchspiel Canditten (heute polnisch: Kandyty) eingepfarrt und gehörte somit zum Kirchenkreis Preußisch Eylau (heute russisch: Bagrationowsk) in der Kirchenprovinz Ostpreußen der Evangelischen Kirche der Altpreußischen Union. Letzter deutscher Geistlicher war Pfarrer Wilhelm Arnold Freyer. Damals in Gallingen lebende Katholiken waren in die Pfarrgemeinde Preußisch Eylau (Bagrationowsk) eingegliedert.
Seit 1945 gehören die Bewohner Galinys mehrheitlich zur katholischen Kirche. Das Dorf ist weiterhin in die Pfarrei (Parafia) Kandyty eingegliedert, die jetzt zum Dekanat Górowo Iławeckie (Landsberg) im Erzbistum Ermland der Katholischen Kirche in Polen gehört. Hier lebende evangelische Kirchenglieder gehören jetzt zur Kirchengemeinde Bartoszyce (Bartenstein). Sie ist eine Filialgemeinde der Kirche in Kętrzyn (Rastenburg) in der Diözese Masuren der Evangelisch-Augsburgischen Kirche in Polen.

## Schule
Gallingen war vor 1945 kein Schulort. Die Kinder wurden in Rositten (heute russisch: Bogatowo) unterrichtet.